# (2777) Шукшин
(2777) Шукшин (лат. Shukshin) — типичный астероид главного пояса, который был открыт 24 сентября 1979 года советским астрономом Николаем Черных в Крымской обсерватории и назван в честь советского писателя, кинорежиссёра и актёра Василия Макаровича Шукшина.

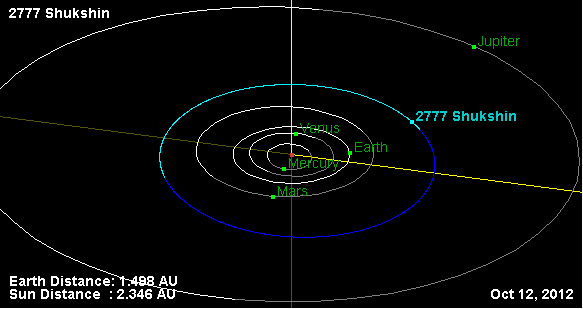
Орбита астероида Шукшин и его положение в Солнечной системе